# キック・アンド・ラッシュ
サッカーの試合においてロングボール（英: long ball）は、受け取る選手の足へパスすることを意図せずに、クロスによって前線までボールを長距離届ける試みを解説する用語である。欧州大陸では、このスタイルはしばしばキック・アンド・ラッシュ（kick and rush）と呼ばれる。
ロングボールは、速い、あるいは長身のストライカーを有するチームにとって特に効果的な戦術である。ロングボール戦術では、ディフェンスラインの裏に遠くからスルーパスを送り、ストライカーとディフェンダーとで競争をさせることもある。このスタイルはしばしば退屈あるいは原始的であるとばかにされるものの、選手あるいは天候がこのスタイルに適している場合は効果を発揮する。ロングボールは特に、ディフェンダーが不意をつかれる効果的なカウンターアタックのスタイルである。

## ロングボール戦術
「ロングボール理論」は、退役したイギリス空軍司令官であったチャールズ・リープによって1950年代にイングランドで初めて論じられた。リープはアマチュア統計学者であり、ゴールに繋がったパスの数だけでなく、パスを送った選手のフィールドにおける位置についても分析した。リープは彼の発見についてマッチデープログラムを含む様々な媒体で記している。
リープは効果的なロングボール戦術を説明する以下のような数多くの概念を開発した。
- ガリー（Gulleys) - ペナルティーボックス内への最終パスを送るための、コーナーフラッグと6ヤードボックス(ゴールエリア)との間の最適な位置を意味する。Gulley (Gully)は、岩山の間の狭い溝、小峡谷を意味する。
- 3-pass optimization rule（3-パス最適化則） - 比較的高い割合のゴールが、シュート前のわずか3本のパスによって生まれるという事実から出てきた。
- 1ゴール9シュート (9 shots per goal)格言は、平均すると9本のシュートから1ゴールが生まれることを述べている。
- tweleve point three yard（20.3ヤード）ポジションは、全ての得点のゴールからの平均距離である。

ロングボール戦術はイングランドフットボール・アソシエーションのコーチングディレクターチャールズ・ヒューズによっても支持されており、ヒューズは自著で大半のゴールがパス5本以内に生まれることを統計的に証明している。
ジョナサン・ウィルソンはリープの統計解析に重大な欠陥があるとし、「3-pass optimization rule」を特に批判した。ウィルソンは、リープの統計は比較的高い割合のゴールが3本のパスを含む攻撃によって生まれることを示しているものの、比較的高い割合のシュートが3本のパスを含む攻撃からなることも示している、と述べている。ウィルソンは、むしろ、3本以下のパスから生まれるシュートの割合は、それから生まれるゴールの割合よりも高く、より多くのパスを含む攻撃の方が成功確率が高いと述べる。さらに、ハイレベルのサッカーではこの傾向が強く、高いクオリティーのチーム間ではより多くのパスを含む攻撃がより効果的となることを示している。リープはまた、ロングボールから生まれる3本のパスと、相手陣内でのフリーキックやタックルによるボール奪取といったその他の手段から生まれたパスとを統計的に区別できていないともウィルソンは批判した。

## 有効性
ロングボール戦術は、イングランド代表の成功を妨げる戦術としてしばしば批判されてきた。ヒューズは1990年代にFAのコーチング部門のトップとなり、この地位を彼のロングボール理論を推進するために用いた。ヒューズとこの戦術を擁護する人々は、ダイレクトプレーを用いるチームがより成功を収めていると、何度も何度も主張した。例えば、1994 FIFAワールドカップにおいて、優勝したブラジルチームは、3本以下のパスから最も多くのゴールを挙げているが、最も多くのパスを含む攻撃から得点したチーム、アイルランドは16強で敗退した。
ロングボール戦術は試合終了前に捨て身の攻撃を仕掛けるチームによって使われるが、これは有効性が認められているゆっくりとしたビルドアップを行うのに十分な時間がないためであると考えられる。低いレベルの試合では、選手がフィールド上で正確にパスを繋いでチームとして機能する技術を欠いているため、ロングボール戦術が有効である。ロングボールは素早いカウンター攻撃でも使われる。

## 著名な支持者
- サム・アラダイス[9]
- ロイ・ホジソン[10][11]
- スティーヴ・ブルース[12]
- ジャッキー・チャールトン[13][14]
- テリー・ブッチャー[15]
- トニー・ピューリス[16]
- グレアム・テイラー[17]
- アレックス・マクリーシュ[18]
- Joshua Caporaletti[19]
- Aidy Boothroyd[20]
- Egil Olsen[21]
- Russell Slade[22]
- Gary Megson[23]
- John Beck[24]
- Graham Westley[25]
- ストーク・シティFC[26]
- ウィンブルドンFC[27]